# Juan Maglio
Juan Félix Maglio (Buenos Aires, 22 febbraio 1904 – Buenos Aires, 6 maggio 1964) è stato un calciatore argentino, di ruolo attaccante.
In Italia divenne conosciuto come Juan José Maglio.

## Palmarès

### Club

#### Competizioni nazionali
- Campionato argentino: 3

San Lorenzo: 1923, 1924, 1927